# Mòghies
Els mòghies (singular mòghia, anglès moghia) són una tribu adivasi (aborigen) del Rajasthan, Madhya Pradesh i Chhattisgarh, a l'Índia. Són de religió hinduista i quasi tots parlen l'hindi o variants dialectals. La seva població s'estimava vers el 2005 en unes 37.000 persones. Fins al segle xix foren una tribu depredadora, activitat que van mantenir de manera persistent.